# 小行星5104
小行星5104（英語：5104 Skripnichenko）是一颗围绕太阳公转的小行星。1986年9月7日，柳德米拉·切爾尼赫在克里米亚发现了此天体。
这颗小行星的绝对星等为9.90396等。